# Cantón de Tolón-6
El cantón de Tolón-6 era una división administrativa francesa, que estaba situada en el departamento de Var y la región de Provenza-Alpes-Costa Azul.

## Composición
El cantón estaba formado por una fracción de la comuna que le daba su nombre:
- Tolón (fracción)

## Supresión del cantón de Tolón-6
En aplicación del Decreto nº 2014-270 de 27 de febrero de 2014, el cantón de Tolón-6 fue suprimido el 22 de marzo de 2015 y la fracción de la comuna que le daba su nombre se unió con las demás fracciones para que, por medio de una reestructuración cantonal, fueran creados los nuevos cantones de Tolón-1, Tolón-2, Tolón-3 y Tolón-4.